# Druga Liga 1965-1966
La Druga savezna liga SFRJ 1965-1966, conosciuta semplicemente come Druga liga 1965-1966, fu la 20ª edizione della seconda divisione del campionato jugoslavo di calcio. 
Per la ottava edizione consecutiva, il format era basato su due gironi Ovest ed Est (Zapad e Istok). Nel girone occidentale erano inserite le squadre provenienti da Slovenia, Croazia e Bosnia Erzegovina, mentre in quello orientale quelle da Serbia, Montenegro e Macedonia.
Vi fu un incremento delle squadre: da 32 a 36 (sempre divise in due gironi). Inoltre questa fu la prima edizione ad utilizzare la differenza reti invece del quoziente reti.

## Provenienza
| Slovenia                   | Croazia | Bosnia Erzegovina                                                                                         | Serbia                                                                                         | Serbia                                                                             | Serbia                 | Montenegro                      | Macedonia |
| Slovenia                   | Croazia | Bosnia Erzegovina                                                                                         | Voivodina                                                                                      | Serbia Centrale                                                                    | Kosovo                 | Montenegro                      | Macedonia |
| -------------------------- | --- | --- | ---------------------------------------------------------------------------------------------- | ---------------------------------------------------------------------------------- | ---------------------- | ------------------------------- | --------- |
| - Maribor - Slovan Lubiana | - Borovo - Istria - Lokomotiva Zagabria - Sebenico - Segesta - Slavonija Osijek - RNK Spalato - Varteks Varaždin - Zara | - Borac Banja Luka - Bosna Visoko - Čelik Zenica - Famos Hrasnica - Leotar - Rudar Kakanj - Sloboda Tuzla | - Bačka B. Palanka - Novi Sad - Proleter Zrenjanin - Radnički Sombor - Spartak Subotica - Srem | - Bor - Borac Čačak - Sloboda Užice - Sloga Kraljevo - Voždovački - Železničar Niš | - Priština - FK Trepča | - Budućnost - Lovćen - Sutjeska | - Pobeda  |

## Girone Ovest

### Profili
| Squadra             | Città      | Stadio                 | Stagione 1964-65 | Stagione 1964-65    |
| Squadra             | Città      | Stadio                 | Pos.             | Divisione           |
| ------------------- | ---------- | ---------------------- | ---------------- | ------------------- |
| Sloboda Tuzla       | Tuzla      | Stadion Tušanj         | 2º               | Druga liga Ovest    |
| Maribor             | Maribor    | Stadion Ljudski vrt    | 3º               | Druga liga Ovest    |
| Šibenik             | Sebenico   | Stadion Šubićevac      | 4º               | Druga liga Ovest    |
| Čelik Zenica        | Zenica     | Stadion Blatuša        | 5º               | Druga liga Ovest    |
| Slavonija Osijek    | Osijek     | Igralište kraj Drave   | 6º               | Druga liga Ovest    |
| Rudar Kakanj        | Kakanj     | Stadion Rudara         | 7º               | Druga liga Ovest    |
| Borac Banja Luka    | Banja Luka | Gradski stadion        | 8º               | Druga liga Ovest    |
| Famos Hrasnica      | Hrasnica   | Stadion Famos          | 9º               | Druga liga Ovest    |
| Borovo              | Borovo     | Gradski stadion        | 10º              | Druga liga Ovest    |
| Lokomotiva Zagabria | Zagabria   | Stadio Maksimir        | 11º              | Druga liga Ovest    |
| RNK Split           | Spalato    | Park Skojevaca         | 12º              | Druga liga Ovest    |
| Varteks Varaždin    | Varaždin   | Stadion Varteks        | 13º              | Druga liga Ovest    |
| Istra               | Pola       | Stadion Veruda         | 14º              | Druga liga Ovest    |
| Slovan Lubiana      | Lubiana    | Športni park Kodeljevo | 1º               | Slovenska liga      |
| Segesta             | Sisak      | Gradski stadion        | 1º               | Zagrebačka zona     |
| Zara                | Zara       | Stadion Stanovi        | 1º               | Dalmatinska zona    |
| Bosna Visoko        | Visoko     | Stadion Luke           | 1º               | Međuzonska liga BiH |
| Leotar              | Trebigne   | Stadion Police         | 1º               | Hercegovačka zona   |

### Classifica
|  | Pos. | Squadra             | Pt | G  | V  | N  | P  | GF | GS | DR  |
|  | ---- | ------------------- | -- | -- | -- | -- | -- | -- | -- | --- |
|  | 1.   | Čelik Zenica        | 51 | 33 | 22 | 7  | 4  | 60 | 27 | +33 |
|  | 2.   | Sloboda Tuzla       | 49 | 33 | 20 | 9  | 4  | 67 | 31 | +36 |
|  | 3.   | Borovo              | 43 | 33 | 17 | 8  | 8  | 54 | 31 | +23 |
|  | 4.   | Maribor             | 41 | 33 | 16 | 9  | 8  | 54 | 31 | +23 |
|  | 5.   | Lokomotiva Zagabria | 40 | 33 | 17 | 6  | 10 | 64 | 46 | +18 |
|  | 6.   | Sebenico            | 36 | 33 | 16 | 4  | 13 | 48 | 51 | −3  |
|  | 7.   | Istria              | 34 | 33 | 14 | 6  | 13 | 49 | 46 | +3  |
|  | 8.   | Slavonija Osijek    | 33 | 33 | 11 | 11 | 11 | 43 | 40 | +3  |
|  | 9.   | Leotar              | 31 | 33 | 11 | 9  | 13 | 37 | 42 | −5  |
|  | 10.  | Famos Hrasnica      | 30 | 33 | 11 | 8  | 14 | 51 | 47 | +4  |
|  | 11.  | Bosna Visoko        | 30 | 33 | 11 | 8  | 14 | 45 | 49 | −4  |
|  | 12.  | Borac Banja Luka    | 29 | 33 | 12 | 5  | 16 | 53 | 53 | 0   |
|  | 13.  | Segesta             | 29 | 33 | 13 | 3  | 17 | 43 | 66 | −23 |
|  | 14.  | Varteks Varaždin    | 27 | 33 | 12 | 3  | 18 | 45 | 49 | −4  |
|  | 15.  | Rudar Kakanj        | 25 | 33 | 8  | 9  | 16 | 33 | 51 | −18 |
|  | 16.  | Zara                | 21 | 33 | 8  | 5  | 20 | 35 | 87 | −52 |
|  | 17.  | RNK Spalato         | 20 | 33 | 5  | 10 | 18 | 28 | 62 | −34 |
|  | 18.  | Slovan Lubiana      | 8  | 17 | 2  | 4  | 11 | 14 | 57 | −43 |

Legenda:

      Promossa in Prva Liga 1966-1967.

  Partecipa agli spareggi promozione/retrocessione.

      Retrocessa in terza divisione jugoslava 1966-1967.

      Esclusa dal campionato.
Note:

Due punti a vittoria, uno a pareggio, zero a sconfitta.
In caso di arrivo di due o più squadre a pari punti, la graduatoria viene stilata secondo la differenza reti tra le squadre interessate.
Slovan Lubiana ritirato dopo l'andata a causa dei costi..

### Classifica marcatori
| Reti | Marcatore      | Squadra    |
| ---- | -------------- | ---------- |
| 22   | Petrunić Damir | Lokomotiva |
| 19   | Renić          | Čelik      |
| 19   | Zadel          | Sloboda    |
| 18   | Jusić          | Borac      |
| 17   | Lazović        | Čelik      |
| 16   | Hošić          | Famos      |

## Girone Est

### Profili
| Squadra            | Città              | Stadio                    | Stagione 1964-65 | Stagione 1964-65 |
| Squadra            | Città              | Stadio                    | Pos.             | Divisione        |
| ------------------ | ------------------ | ------------------------- | ---------------- | ---------------- |
| Sutjeska           | Nikšić             | Stadion kraj Bistrice     | 15º              | Prva liga        |
| Proleter Zrenjanin | Zrenjanin          | Karađorđev Park           | 2º               | Druga liga Est   |
| Budućnost          | Titograd           | Stadion Pod Goricom       | 3º               | Druga liga Est   |
| Železničar Niš     | Niš                | Stadion kraj Carske pruge | 4º               | Druga liga Est   |
| Srem               | Sremska Mitrovica  | Stadion Promenada         | 5º               | Druga liga Est   |
| Novi Sad           | Novi Sad           | Stadion Vojvodine         | 6º               | Druga liga Est   |
| Priština           | Priština           | Gradski stadion           | 7º               | Druga liga Est   |
| Spartak Subotica   | Subotica           | Gradski stadion           | 8º               | Druga liga Est   |
| Bačka B. Palanka   | Bačka Palanka      | Gradski stadion           | 9º               | Druga liga Est   |
| Borac Čačak        | Čačak              | Stadion kraj Morave       | 10º              | Druga liga Est   |
| Voždovački         | Voždovac, Belgrado | Stadion Voždovac          | 11º              | Druga liga Est   |
| Pobeda             | Prilep             | Stadion Goce Delčev       | 12º              | Druga liga Est   |
| FK Trepča          | Kosovska Mitrovica | Stadion Trepča            | 13º              | Druga liga Est   |
| Bor                | Bor                | Stadion na Piritu         | 14º              | Druga liga Est   |
| Radnički Sombor    | Sombor             | Gradski stadion           | 1º               | Srpska liga Nord |
| Sloga Kraljevo     | Kraljevo           | Gradski stadion           | 1º               | Srpska liga Sud  |
| Sloboda Užice      | Titovo Užice       | Stadion Begluk            | 2º               | Srpska liga Sud  |
| Lovćen             | Cettigne           | Stadion Obilića Poljana   | 1º               | Crnogorska liga  |

### Classifica
Nell'ultima giornata Bor−Sutjeska 2−1 e Budućnost−Proleter Zrenjanin 0−1. Viene promosso il Sutjeska grazie alla differenza reti. Se si fosse utilizzato il quoziente reti, ad essere promosso sarebbe stato il Proleter Zrenjanin (1,564 contro 1,555).
|  | Pos. | Squadra             | Pt | G  | V  | N  | P  | GF | GS | DR  |
|  | ---- | ------------------- | -- | -- | -- | -- | -- | -- | -- | --- |
|  | 1.   | Sutjeska            | 42 | 34 | 16 | 10 | 8  | 70 | 45 | +25 |
|  | 2.   | Proleter Zrenjanin  | 42 | 34 | 16 | 10 | 8  | 61 | 39 | +22 |
|  | 3.   | Pobeda              | 41 | 34 | 17 | 7  | 10 | 59 | 49 | +10 |
|  | 4.   | Bor                 | 38 | 34 | 16 | 6  | 12 | 48 | 39 | +9  |
|  | 5.   | Radnički Sombor     | 37 | 34 | 15 | 7  | 12 | 57 | 54 | +3  |
|  | 6.   | Voždovački          | 37 | 34 | 15 | 7  | 12 | 49 | 54 | −5  |
|  | 7.   | FK Trepča           | 36 | 34 | 13 | 10 | 11 | 57 | 53 | +4  |
|  | 8.   | Spartak Subotica    | 36 | 34 | 15 | 6  | 13 | 50 | 46 | +4  |
|  | 9.   | Budućnost           | 34 | 34 | 13 | 8  | 13 | 45 | 37 | +8  |
|  | 10.  | Priština            | 34 | 34 | 12 | 10 | 12 | 49 | 48 | +1  |
|  | 11.  | Železničar Niš      | 33 | 34 | 12 | 9  | 13 | 50 | 51 | −1  |
|  | 12.  | Sloboda Užice (−3)  | 32 | 34 | 11 | 13 | 10 | 42 | 33 | +9  |
|  | 13.  | Bačka B. Palanka    | 30 | 34 | 10 | 10 | 14 | 43 | 49 | −6  |
|  | 14.  | Lovćen              | 30 | 34 | 11 | 8  | 15 | 42 | 66 | −24 |
|  | 15.  | Borac Čačak         | 29 | 34 | 8  | 13 | 13 | 33 | 42 | −9  |
|  | 16.  | Sloga Kraljevo (−4) | 28 | 34 | 10 | 12 | 12 | 48 | 48 | 0   |
|  | 17.  | Srem                | 27 | 34 | 10 | 7  | 17 | 43 | 56 | −13 |
|  | 18.  | Novi Sad            | 19 | 34 | 7  | 5  | 22 | 45 | 82 | −37 |

Legenda:

      Promossa in Prva Liga 1966-1967.

  Partecipa agli spareggi promozione/retrocessione.

      Retrocessa in terza divisione jugoslava 1966-1967.

      Esclusa dal campionato.
Note:

Due punti a vittoria, uno a pareggio, zero a sconfitta.
In caso di arrivo di due o più squadre a pari punti, la graduatoria viene stilata secondo la differenza reti tra le squadre interessate.
Sloboda Užice e Sloga Kraljevo penalizzate per aver falsificato una partita nella stagione precedente in Srpska Liga..

### Classifica marcatori
| Reti | Marcatore        | Squadra        |
| ---- | ---------------- | -------------- |
| 21   | Lazarević Vojin  | Sutjeska       |
| 21   | Bogdanović Petar | Voždovački     |
| 19   | Pantelić         | Proleter       |
| 17   | Adžić            | Sutjeska       |
| 16   | Lukić            | Priština       |
| 16   | Vardić           | Železničar Niš |
| 15   | Paulinc          | Bor            |
| 15   | Stefanović       | Trepča         |